# Шишкин, Фёдор Григорьевич
Фёдор Григорьевич Шишкин (Нехорошево) (около 1580 — после 1648) — русский воевода во времена царствования Василия IV Ивановича Шуйского, Междуцарствия, царей: Михаила Фёдоровича и Алексея Михайловича.

## Биография
Одно из упоминаний об отце Фёдора Григорьевича имеется в описании села, где указано, что в окрестностях города Серпухов имелось село Нехорошево (1550—1560) и оно получило своё название от владельца усадьбы воеводы Нехорошево сына Шишкина. Имя воевода Нехорошев получил в соответствии со сложившимися на Руси традициями называть при крещении ребёнка именем прямо противоположному тому, что хотели родители видеть в своём ребёнке, чтобы уберечь от всяческих бед, в данном случае родители хотели видеть ребёнка хорошим, добрым.
Впервые Фёдор Григорьевич упомянут (1596), когда 15-18 лет от роду зачислен на государеву службу с выплатой жалования. В этом же году повёрстан по Серпухову, в чине сына боярского, с поместным окладом 200 четвертей.
Второй воевода города Сургут (1603). Сохранился исторический документ: Челобитная от воевод князя Безобразова да Федора Шишкина, где они подробно описывают все свои «дела будучи на царской службе в Сургутском уезде». Фёдор пишет: «…. принесли прибыли в мягкой рухляди на 3942 рублев». Во времена Василия Шуйского принимал участие в обороне Москвы от «тушинского вора» Лжедмитрия II. За литовскую службу (1605—1606) пожалован поместным окладом 450 четвертей.
Воевода в Ливнах (1614—1617), в подчинении 744 детей боярских.
Будучи 2-м воеводою в Серпухове (1617) выдержали осаду города: В нынешний во 127-м году октября в 24 день за два часа до света пришли к Серпухову к острогу и к городу черкасы многие люди приступом с приметы и с лестницами, и к щитам и в двух местах на острог взошли и они, воеводы, прося у бога милости на приступе с черкасами бились до 6-го часа дни, и божье. Милостью, а государевым счастием на приступе черкас многих побили, от городу и от острогу отбили и на выласке многих черкас побили, и языки поймали и привели в Серпухов 28 человек черкас, а в роспросе и с пытки языки им сказывали, что приходили к Серпухову 4 полковника, а с ними 8.000 черкас.
«За царя Васильево московское осадное сидение» Фёдор Григорьевич пожалован (1617) селом Шатово на реке Ухменке. В этом же году, дворяне Фёдор, Федот и Дементий Шишкины, а также вдова Шишкина Анна Меньшова дарят земли с деревнями под строительство и кормление церкви: под Лещинником, Шахолову пустынь, Душинской луг, пустошь Льсьего оврага в Серпуховском уезде.
Воевода г. Серпухов (1619). На реке Нара, в селе Нехорошеве построена (1620) церковь Михаила Архангела на средства: Фёдора да Федора да Демида Шишкина, вдовы Анны Меньшиковой жены Шишкина, Андрея и Ивана Григорьевича Шишкина, Фёдора Петровича Шишкина. 
Находился на службе в Арзамасском уезде (1621), где сделал выпись арзамасским мурзам на из вотчину.
Воевода г. Сургут и Берёзовского округа (января 1623—1625), где проживало 222 служилых человека. За службу в Сургуте именным приказом (31 января 1626) за то, что «в денежных и в хлебных доходах и в ясачных людех, перед прежними годы, много прибыли учинил» пожалован Государевым жалованьем у стола: «ковш серебрян, в кругех подпись: Божиею милостию великий Государь Царь и великий князь Михайло Федорович всеа Русии Самодержец» весу и с делом 2 гривенки, цена 9 руб. 12 алт. 5 денег, 10 арш. Камки куфтерю лазоревого, цена по рублю аршин. Сорок соболей 50 руб.
Верхотуринский воевода (1626—1627). Начал строительство нового Гостиного двора (1627), куда направлены сольвычегодские, устюжские, пермские, вятские и вымские плотники. Пожалован в московские дворяне (1627—1640).
Воевода Серпухова (1629—1631).
Хивинский царевич Авган-Мухаммед (окт. 1611 — 19.09.1648) являлся сыном хивинского хана Араб-Мухаммеда, который был, свергнут в результате дворцового переворота. Его брат отправил малолетнего султана к русскому царю. Данная, достаточно распространенная в Средней Азии практика позволяла избавиться от возможных конкурентов на престол без их физического устранения. Царевича вместе с его двором поселили в Москве, предоставив большой дом. Царевича женили (1630) на сибирской царевне Алтын-сач, дочери сибирского царевича Азима б. Кучума. Деревянная Москва часто горела, не обошла этой стороной судьба и царевича Авгана. Во время пожара сгорел двор царевича на Покровке (29 сентября 1631), после этого его поселили вместе с семьёй и прислугой на дворе Фёдора Шишкина на Чертопольской улице, до постройки нового двора.
Второй воевода г. Томск (1632 — октябрь 1634). Воеводы Егупов-Черкасский и Нехорошев-Шишкин по царскому указу о строительстве острога на реке Бии, отправляют (февраль 1633) на Бию отряд лыжников во главе с сыном «боярским Петром Сабанским» . Активно участвовали в раскрытии заговора томской «литвы» ( июнь 1634). Историк Н. Н. Оглоблин указывает, что в августе 1633 года в Томск было прислано 150 литовских людей. Некоторые попали в дети боярские, часть были повёрстаны в конные и пешие казаки, некоторые были зачислены в пашенные крестьяне. Вместе с ранее присланными, насчитывалось около 200 литовцев. Недовольство вылилось в бегстве 30 крестьян. В заговоре с целью побега участвовало 50 служилых людей и 25 крестьян (холопы томского воевода Н. И. Егупова-Черкасского). Историки причисляет к числу заговорщиков человека из другого сословия, сына боярского М. Гробовецкого. Их целью было побить воевод и их сторонников, захватить казну денежную и пушную, взять оружие и лошадей, поджечь город, острог и посады и направиться степью мимо Тары на Волгу в сторону Литвы. О планах бунтовщиков, во всех подробностях, узнал в съезжей избе от пашенного крестьянина Т. Е. Смолянинова, состоящим в рядах заговорщиков. Основные организаторы заговора, названные Смоляниновым, были схвачены и подвергнуты пыткам. В результате расследования, без разрешения московского правительства, томские воеводы князь Егупов-Черкасский и Ф. Г. Шишкин, приказали повесить 12 человек. Ещё 12 человек, которые были причастны к заговору, тоже были казнены, ряд бунтовщиков посажены в тюрьму.
Воевода в Туринске, куда входило: Туринский острог, Туринский город, Епанчин, Япанчин, Тобольской губернии (1646—1648)..

## Семья
- Жена: Агафья Ивановна.
- Сын Алексей Фёдорович: московский дворянин (1640—1658)[5]. Верхотуринский таможенный заставной голова Данило Обросьев писал (1636) в Сибирский Приказ о том, что он отобрал 8 человек крещеного «ясыря» провозимого на Русь воеводами и их детьми: «…. у воеводского сына Алексея Федорова сына Шишкина — остяк 10 лет и киргиз 8 лет….» . Поместьем отца «старинной ево вотчиной сельцом Шатово на речке Ухменке» владел (1647) его сын Алексей Фёдорович, который выстроил (1654) деревянную церковь Архангела Михаила с приделом святителя Николая Мирликийского  и упоминается в раздаточной книге денежного содержания Серпуховским беломестным казакам (1632—1645), как воевода г. Серпухов.
- Сын: Фёдор Фёдорович — царский векошник (придворный чин, наблюдавший за царской одеждой, домашним скарбом и.т.д), владел выслуженной вотчиной своего отца Ф. Г. Шишкина село Иванково на реке Ирмесе Опольского стана Суздадьского уезда, которую заложил за 2.000 рублей (1630).
- Сын: Василий Фёдорович — переслав-залесский городовой дворянин (1629), московский дворянин (1658—1677), воевода в Нарыме и Кетском остроге (1680).
- Дочь: Арина Фёдоровна — замужем (с 1637) за Борисом Васильевичем Приклонским, в приданое было дано село Игнатово в Окологородном стане Серпуховского уезда[3][5][10].